# Kleber Rogerio do Carmo Silva
Kleber Rogerio do Carmo Silva (* 14. April 1981) ist ein ehemaliger brasilianischer Fußballspieler.

## Karriere
Silva erlernte das Fußballspielen in der Jugendmannschaft des FC Schalke 04. In der Saison 2000/01 spielte er für die zweite Mannschaft der Schalker in der Oberliga Westfalen. Dabei kam er in 31 Meisterschaftseinsätzen auf sechs Tore. 2002 wechselte er zum japanischen Zweitligisten Shonan Bellmare. Für Shonan bestritt er 16 Zweitligaspiele und schoss dabei ein Tor.